# 俠客
- 關於關聯俠客起源之封建階層，請見「士_(周朝)」。
- 關於直接關聯該術語的其他含義，請見「俠客 (消歧義)」。

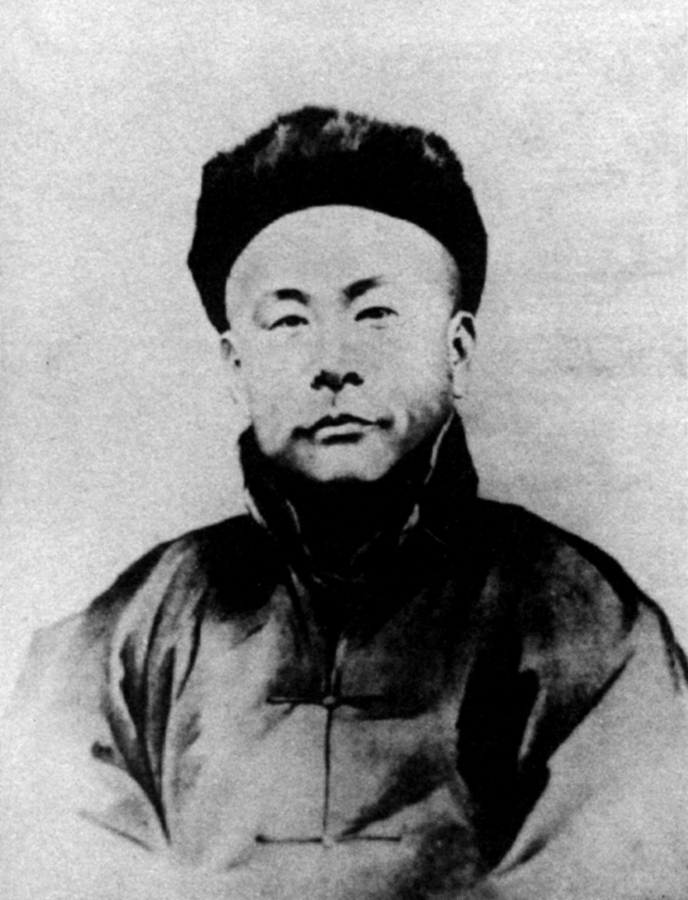
清末拳師霍元甲，受尊崇為大俠

俠客，又稱俠仕、遊俠、豪俠，簡稱「俠」，源於商周及至春秋戰國諸侯之封建附庸，為武士中最具資格並將武士道德發展至最高水準者，又或這類最高層級武士之領袖。在秦漢後中央集權制轉變階層結構時，逐步消解武士階層之固定階級合法地位與形成機制後，「俠士」定義也相對改換和延續流傳，為遊走統治秩序與民間以仗義助人、時常為人打抱不平的豪杰。即使在脫離階層化格局後，「俠士」也有為各自踐行自身「正義」、以其所長之武藝或文略行事。由於「俠客」是人們心目中被景仰的對象，故而也是中國文學的重要主題。簡而言之，以浪漫主义視角看，具有快意恩仇、以武犯禁而與極權專制秩序不相合的有勇有謀之人，都可被稱之為“侠士”。

## 特點

### 技能
典型的俠客是習武的，通曉武術，或者門下有許多武者，可供驅使。俠客把習武之人的道德，發展至最高水平，是習武之人中的精英。挑戰統治秩序的俠士行事與採取同一姿態時的儒士不同，會選擇以武訴諸，韓非言作：「儒以文亂法，俠以武犯禁」。

### 行事
俠客待人接物立身處世，往往有以下部份或大部份特點：個性鮮明，意志堅強，堅守信念；為人公正，伸張正義，具有正義感，路見不平，拔刀相助；救急扶危，樂於助人，慷慨輕財，無私利他，不惜捨己救人；忠於知己，勇敢堅強，誠實可信；無視法紀，常訴諸武力，有時好勇鬥狠，破壞社會秩序；為了原則和道義不惜犧牲，視死如歸；愛惜名譽，如受冒犯，誓必報復，有時做事輕率；生性傲慢，放蕩不羈，不受約束，不肯屈居人下。
俠客高尚勇敢、打抱不平、樂於助人和愛惜名譽的個性，和西方的騎士有相似之處。

### 職業
俠客由個性和作風而界定，並不屬於特定的社會階層，和日本浪人有點相似，出身各式各樣，職業各有不同，包括官員、將領、士人、農夫、工匠、商販、醫生、道士、僧人、屠夫甚至無業等等。在清代，一些俠客成為鏢師或拳師，如大刀王五、霍元甲。傳說中，有些俠客成為盜賊，專門劫富濟貧，可稱為「俠盜」。

### 地域
究其实侠客没有地域之分，为一些文人可能说的煞有介事，可是又没有数据支持，有學者研究：“俠客以北方人較多，也許因為中國北方接近遊牧民族的領土，受其勇武的習俗影響。”

## 歷史

### 戰國至西漢
戰國時代局勢動蕩，俠客應運而生，保護弱者維持秩序。當時天下分裂，一些俠客離家遠遊，周遊各國，稱為遊俠。顯貴往往收留許多門客，包括俠士，如信陵君魏無忌就收容許多遊俠。早期俠客社會勢力較大，有些俠客有許多部下、追隨者和族人，忠心耿耿，連群結黨，人多勢眾，聲勢浩大，號令一方，如西漢時的朱家、田仲、劇孟、郭解等等。這種俠客往往稱為豪俠。
漢太祖為遊俠出身，非常敬重俠客。西漢初年，朝廷招納了一些豪俠為官，如西漢時的灌夫、陳遵，都官拜太守。豪俠亦往往與官員結交，成為地方官府的吏役或附庸武士。從漢景帝開始，那種勢力特別強大的豪俠，朝廷視為對皇權和秩序的嚴重威脅，設法打擊，誅殺許多武士豪俠，漢武帝更是大規模有系統地加以翦除，如郭解、萭章等。「京師大俠」朱安世被宰相公孫賀拘捕，居然用計，使得公孫賀被滅族。

### 東漢以後
自東漢起，那種人多勢眾號令一方的豪俠很少出現，只是在兵荒馬亂的時代，一些豪強擴充武力，有許多人投奔追隨，號令一方，也堪稱豪俠，如三國時的劉節、東晉時的祖逖、北魏時的裴慶孫。由於中國社會趨向重文輕武，武裝的豪族漸漸消逝，俠客之間的聯繫趨於鬆散，大多單人匹馬，獨來獨往，甚或出沒無常，沒有地方勢力，有時號稱劍客，例子如唐代許俊、南宋時的「龜山僧」、明代呂光午。
歷朝都會招納個別俠客為官員或將領，如唐代郭元振、宋代焦繼勳成為將領，明初宋克成為官員。俠客在唐代以前社會地位較高，宋代以後大不如前，六朝唐代都有不少歌頌俠客的詩歌，但自宋代起，衷心讚美俠客的詩歌很少出現。清朝初年，鏢局出現，負責押運和護衛，一些鏢師亦是俠客，如大刀王五，一些教授武術的拳師，亦被視為俠士，如清末霍元甲。

## 廣義的「俠」
俠客一般是習武的，但有時也包括不習武的人，廣義來說，只要做事有俠義之風就算是俠客。俠客的領袖，或贍養俠客的人，就算是不習武，也往往被視為「俠」，如戰國四公子、秦末的趙王張耳、代王陳餘。後世財雄勢大，能結交和號召俠客的人，也稱為「俠」或「任俠」，如明代王守仁。有些士大夫，未必習武，但待人處事有俠義精神或俠義之風，受讚譽為「俠」，如東漢時的名士郭泰、北宋的陳慥、明代何心隱。秘密會社特重「義氣」，也被視為有「俠」的精神。异见分子或裏社会有些勇力的流民、江湖打手等等也都可歸入此定義。

## 文學中的俠客
俠客是中國文學中受讚揚的英雄形象。按唐代诗人李白在其五言古诗《侠客行》中对侠客的描写，則带有雇佣兵或特務形象，诗词中特意提到的门吏侯嬴和屠夫朱亥就都是受雇于信陵君的武人门客。

### 詩歌
六朝、隋唐時，有不少讚揚俠客的詩歌，名篇如曹植〈白馬篇〉、王維〈少年行〉、李白〈俠客行〉和〈少年行〉、孟郊〈遊俠行〉。宋元兩代可能受理學影響，少有吟詠俠客的詩歌。明代詩人著重復古和模彷古詩，重新以俠客為主題，但作品欠缺真感情；到清代，俠客詩歌再度衰落。

### 小說
俠客生平富戲劇性，個性多姿多彩，往往產生許多傳聞，成為中國小說的重要主題，反映了人們對正義之士的期望。在小說中，俠客一般不娶妻甚至是不談戀愛，克制個人感情，認為兒女私情有礙行俠。唐代後期傳奇小說興起，出現一些優秀的俠客小說，反映唐代藩鎮割據下，人們期望俠客出來撥亂反正。最出色的作品是杜光庭《虬髯客傳》，此外有裴鉶《崑崙奴傳》和《聶隱娘》、袁郊《紅線傳》等佳作。唐傳奇中的俠客往往懂得道教法術，如紅線女和聶隱娘。
在宋代，俠客是說書藝人常用的故事主題，許多俠客故事發展成小說，最著名亦最出色的是明代《水滸傳》，宋江、盧俊義等一百單八將皆是遊俠，但書中最具俠氣的人物是魯智深。五代時的英雄如郭威、趙匡胤，也是俠義小說的主角。在清代，有一類俠客小說描寫俠客保護清官儆惡鋤奸，稱為「俠義公案小說」，典型作品有石玉昆《三俠五義》，描寫南俠展昭和白玉堂等「五鼠」保衛包公對付壞人。有些小說則著重描寫俠客的愛情故事，如佚名《好逑傳》和文康《兒女英雄傳》。
從晚清起，有些俠客小說特別渲染和誇張俠客的武藝，可稱「武俠小說」，反映了國家衰落、面對強權時振興國民的期望，最傑出的作品之一是向愷然《俠義英雄傳》，作者聲稱故事有事實根據，小說主角是晚清霍元甲。在20世紀後半，武俠小說仍方興未艾。另一些小說中，俠客不但精通武藝，還懂得法術，如把劍化為寒光成為飛劍，或馭鳥飛昇，稱為「飛仙劍俠小說」，最精彩的是民國時還珠樓主《蜀山劍俠傳》。

### 戲劇
中國傳統戲劇常以俠客為主題，故事往往並非取材自現實，主要改編自唐傳奇小說、《水滸傳》或史書。在元代雜劇，李逵是梁山好漢中最流行的主角。取材自史實中的俠客，有信陵君、荊軻等。清代後期的京劇，除了取材自唐傳奇和《水滸傳》外，也改編清代俠義小說，如《十三妹》一劇改編自《兒女英雄傳》。

### 文内引用
1. 1 2  余英时.中国文化史通释. 生活·读书·新知三联书店.  2012 ISBN 9787108039644
2. ↑  . 國家教育研究院.   [2022-07-06].
3. ↑  . 中華民國教育部.   [2022-07-06]. （原始内容存档于2022-07-06）.
4. ↑  馬幼垣：〈話本小說裏的俠〉，頁107。
5. ↑  余英時：〈俠與中國文化〉，頁321-322。
6. ↑  劉若愚：《中國之俠》，頁9
7. ↑  劉若愚：《中國之俠》，頁1-8、13。
8. ↑  劉若愚：《中國之俠》，頁195、198。
9. ↑  劉若愚：《中國之俠》，頁3。
10. ↑  劉若愚：《中國之俠》，頁206。
11. ↑  劉若愚：《中國之俠》，頁49。
12. 1 2  劉若愚：《中國之俠》，頁48-49、133-134。
13. ↑  馬幼垣：〈話本小說裏的俠〉，頁125。
14. ↑  劉若愚：《中國之俠》，頁49；余英時：〈俠與中國文化〉，頁364。
15. ↑  增淵龍夫：〈漢代民間秩序的構成和任俠習俗〉，頁532-534、547。
16. ↑  余英時：〈俠與中國文化〉，頁341-342；劉若愚：《中國之俠》，頁207。
17. ↑  劉若愚：《中國之俠》，頁15-16。
18. ↑  余英時：〈俠與中國文化〉，頁326-327；劉若愚：《中國之俠》，頁31-33；增淵龍夫：〈漢代民間秩序的構成和任俠習俗〉，528-529。
19. ↑  余英時：〈俠與中國文化〉，頁332-333、338-341；增淵龍夫：〈漢代民間秩序的構成和任俠習俗〉，549-550。
20. ↑  增淵龍夫：〈漢代民間秩序的構成和任俠習俗〉，頁545、554。
21. ↑  余英時：〈俠與中國文化〉，頁344、336。
22. ↑  增淵龍夫：〈漢代民間秩序的構成和任俠習俗〉，頁552-553。
23. ↑  余英時：〈俠與中國文化〉，頁331。
24. ↑  余英時：〈俠與中國文化〉，頁337；劉若愚：《中國之俠》，頁36-37。
25. ↑  余英時：〈俠與中國文化〉，頁343-345。
26. ↑  余英時：〈俠與中國文化〉，頁346-348、365。
27. ↑  余英時：〈俠與中國文化〉，頁366。
28. ↑  劉若愚：《中國之俠》，頁11。
29. ↑  余英時：〈俠與中國文化〉，頁368-371、384-385。
30. ↑  劉若愚：《中國之俠》，頁42-44、48。
31. ↑  劉若愚：《中國之俠》，頁52-67、67-76。
32. ↑  劉若愚：《中國之俠》，頁194。
33. ↑  余英時：〈俠與中國文化〉，頁340；劉若愚：《中國之俠》，頁3。
34. ↑  余英時：〈俠與中國文化〉，頁385。
35. ↑  余英時：〈俠與中國文化〉，頁373、349-353。
36. ↑  余英時：〈俠與中國文化〉，頁363-364、372、383。
37. ↑  余英時：〈俠與中國文化〉，頁367-368。
38. ↑  馬幼垣：〈話本小說裏的俠〉，頁105。
39. ↑  劉若愚：《中國之俠》，頁52-53、60、62-66。
40. ↑  劉若愚：《中國之俠》，頁67、71。
41. ↑  劉若愚：《中國之俠》，頁72、76。
42. ↑  劉若愚：《中國之俠》，頁192。
43. ↑  劉若愚：《中國之俠》，頁203；馬幼垣：〈話本小說裏的俠〉，頁132。
44. ↑  劉若愚：《中國之俠》，頁88。
45. ↑  劉若愚：《中國之俠》，頁90-92。
46. ↑  馬幼垣：〈話本小說裏的俠〉，頁119。
47. ↑  劉若愚：《中國之俠》，頁106-107。
48. ↑  劉若愚：《中國之俠》，頁107-115、112。
49. ↑  馬幼垣：〈話本小說裏的俠〉，頁107、115。
50. ↑  劉若愚：《中國之俠》，頁116-118。
51. ↑  劉若愚：《中國之俠》，頁120-123。
52. ↑  劉若愚：《中國之俠》，頁132-133。
53. ↑  劉若愚：《中國之俠》，頁133-135。
54. ↑  劉若愚：《中國之俠》，頁127-128。
55. ↑  劉若愚：《中國之俠》，頁147、158。
56. ↑  劉若愚：《中國之俠》，頁148-149。
57. ↑  劉若愚：《中國之俠》，頁186、167-168。
58. ↑  劉若愚：《中國之俠》，頁188-189。

### 补充来源
- 劉若愚著，周清霖譯：《中國之俠》（上海：三聯書店上海分店，1991）。
- 余英時：《現代儒學的回顧與展望》（北京：三聯書店，2004），〈俠與中國文化〉，頁320-391。
- 馬幼垣：《中國小說史集稿》（台北：時報文化出版事業有限公司，1980），〈話本小說裏的俠〉，頁105-145。
- 增淵龍夫著，孔繁敏譯：〈漢代民間秩序的構成和任俠習俗〉，載劉俊文編：《日本學者研究中國史論著選譯．卷三．上古秦漢》（北京：中華書局，1993），頁526-563。
- 楊瑞松.  (pdf).   [2014-11-04]. （原始内容存档 (PDF)于2015-01-05） （中文（臺灣））.

## 延伸阅读
[在维基数据编辑]
 《欽定古今圖書集成·理學彙編·學行典·游俠部》，出自陈梦雷《古今圖書集成》
 《史記/卷124》，出自司馬遷《史記》